# Mintho praeceps
Mintho praeceps là một loài ruồi trong họ Tachinidae.